# Ga Gia Huynh
Ga Gia Huynh là một nhà ga xe lửa tại xã Gia Huynh, huyện Tánh Linh, tỉnh Bình Thuận. Nhà ga là một điểm trên tuyến đường sắt Bắc Nam nằm giữa ga Suối Kiết và ga Trản Táo (tỉnh Đồng Nai). Lý trình ga: Km 1613 + 510.